# 広島型原爆 (単位)
単位としての広島型原爆（ひろしまがたげんばく）とは、放射能による熱量や各種被害の量を表す慣用単位。「広島型原爆n個分」のように表される。

## 用法
熱量を表す場合は、広島型原爆「リトルボーイ」の核出力である5.5 × 1013ジュールが「広島型原爆1個分」である。
主に日本で放送されるドキュメンタリーにおいて、核爆発の威力を強調して伝えたい場合などに、「広島型原爆n個分のエネルギー」のように使われる。